# Süper Lig de 2014–15
A Süper Lig de 2014–15 (também conhecida como Süleyman Seba Sezonu) foi a 57ª temporada do Campeonato Turco de Futebol. O Galatasaray sagrou-se campeão nacional pela 20ª vez em sua história após encerrar a competição 3 pontos à frente do vice-campeão Fenerbahçe.
Por sua vez, a artilharia do campeonato ficou a cargo do futebolista brasileiro Fernandão, que nesta temporada atuou pelo Bursaspor, onde terminou a competição marcando 22 gols.

## Homenagem
A partir dessa temporada, a Federação Turca de Futebol passou a renomear as temporadas da Süper Lig em homenagem à personalidades turcas ligadas ao futebol do país que haviam falecido recentemente. Em 30 de agosto de 2014, já com a competição iniciada, a entidade decidiu mediante alteração da logomarca oficial da competição render homenagem oficial à Süleyman Seba, ex-futebolista e presidente do Beşiktaş por 16 anos entre 1984 e 2000, sendo até hoje o presidente mais longevo da história do clube, que faleceu de causas naturais em 13 de agosto de 2014, aos 88 anos.

## Participantes
| Clube          | Técnico             | Capitão        | Estádio                                  | Capacidade | Material Esportivo | Patrocinador    |
| -------------- | ------------------- | -------------- | ---------------------------------------- | ---------- | ------------------ | --------------- |
| Akhisarspor    | Mustafa Reşit Akçay | Emrah Eren     | Manisa 19 Mayıs Stadyumu                 | 16 597     | Puma               | Köfteci Ramiz   |
| Balıkesirspor  | İsmail Ertekin      | Gökhan Ünal    | Balıkesir Atatürk Stadyumu               | 15 800     | Lescon             | Spor Toto       |
| Başakşehir     | Abdullah Avcı       | Rızvan Şahin   | Estádio Fatih Terim de Başakşehir        | 17 319     | Lotto              | Makro           |
| Beşiktaş       | Slaven Bilić        | Tolga Zengin   | Estádio Olímpico Atatürk                 | 76 092     | Adidas             | Vodafone        |
| Bursaspor      | Şenol Güneş         | Volkan Şen     | Estádio Atatürk de Bursa                 | 25 661     | Puma               | InterCity       |
| Erciyesspor    | Bülent Korkmaz      | Necati Ateş    | Estádio Kadir Has                        | 32 864     | Lescon             | Bekas           |
| Eskişehirspor  | Ertuğrul Sağlam     | Sezgin Coşkun  | Novo Estádio de Esquixequir              | 13 250     | Nike               | ETI             |
| Fenerbahçe     | İsmail Kartal       | Emre Belözoğlu | Estádio Şükrü Saraçoğlu                  | 50 509     | Adidas             | Türk Telekom    |
| Galatasaray    | Cesare Prandelli    | Selçuk İnan    | Complexo Esportivo Ali Sami Yen          | 52 280     | Nike               | Huawei          |
| Gaziantepspor  | Okan Buruk          | Elyasa Süme    | Kamil Ocak Stadı                         | 16 981     | Nike               | Turkish Oil     |
| Gençlerbirliği | Mustafa Kaplan      | Ramazan Köse   | Estádio 19 de Maio de Ancara             | 19 209     | Lotto              | ICK Yapı        |
| Karabükspor    | Tolunay Kafkas      | Larrys Mabiala | Dr. Necmettin Şeyhoğlu Stadyumu          | 11 378     | Adidas             | Kardemir        |
| Kasımpaşa      | Shota Arveladze     | Ryan Donk      | Estádio Recep Tayyip Erdoğan             | 14 234     | Adidas             | Yesilay         |
| Konyaspor      | Mesut Bakkal        | Hasan Kabze    | Estádio Municipal Metropolitano de Cônia | 41 981     | Hummel             | Torku           |
| Mersin İ.Y.    | Rıza Çalımbay       | Servet Çetin   | Estádio Olímpico de Mersin               | 25 534     | Nike               | Arbella Makarna |
| Rizespor       | Mehmet Özdilek      | Kıvanç Karakaş | Novo Estádio Municipal de Rize           | 15 558     | Lotto              | Çaykur          |
| Sivasspor      | Roberto Carlos      | Adem Koçak     | Sivas 4 Eylül Stadyumu                   | 15 060     | Adidas             | Marka Gida      |
| Trabzonspor    | Vahid Halilhodžić   | Onur Kıvrak    | Estádio Hüseyin Avni Aker                | 24 169     | Nike               | Türk Telekom    |

## Trocas de Técnico
| Equipe         | Treinador no cargo  | Modo de Dispensa    | Data de Saída           | Substituído por           | Contratado em           |
| -------------- | ------------------- | ------------------- | ----------------------- | ------------------------- | ----------------------- |
| Gençlerbirliği | Mustafa Kaplan      | Foi demitido        | 13 de setembro de 2014  | İrfan Buz                 | 24 de setembro de 2014  |
| Konyaspor      | Mesut Bakkal        | Foi demitido        | 25 de outubro de 2014   | Aykut Kocaman             | 28 de outubro de 2014   |
| Trabzonspor    | Vahid Halilhodžić   | Rescisão amigável   | 8 de novembro de 2014   | Ersun Yanal               | 12 de novembro de 2014  |
| Balıkesirspor  | İsmail Ertekin      | Pediu demissão      | 24 de novembro de 2014  | Kemal Özdeş               | 30 de novembro de 2014  |
| Erciyesspor    | Bülent Korkmaz      | Foi demitido        | 25 de novembro de 2014  | Uğur Tütüneker            | 7 de dezembro de 2014   |
| Galatasaray    | Cesare Prandelli    | Foi demitido        | 27 de novembro de 2014  | Hamza Hamzaoğlu           | 1º de dezembro de 2014  |
| Rizespor       | Mehmet Özdilek      | Pediu demissão      | 7 de dezembro de 2014   | Hikmet Karaman            | 11 de dezembro de 2014  |
| Sivasspor      | Roberto Carlos      | Pediu demissão      | 21 de dezembro de 2014  | Sergen Yalçın             | 23 de dezembro de 2014  |
| Akhisarspor    | Mustafa Reşit Akçay | Rescisão amigável   | 29 de dezembro de 2014  | Roberto Carlos            | 11 de janeiro de 2015   |
| Eskişehirspor  | Ertuğrul Sağlam     | Pediu demissão      | 5 de janeiro de 2015    | Michael Skibbe            | 12 de janeiro de 2015   |
| Erciyesspor    | Uğur Tütüneker      | Pediu demissão      | 8 de janeiro de 2015    | Mehmet Özdilek            | 10 de janeiro de 2015   |
| Gençlerbirliği | İrfan Buz           | Foi demitido        | 17 de fevereiro de 2015 | Mesut Bakkal              | 17 de fevereiro de 2015 |
| Karabükspor    | Tolunay Kafkas      | Rescisão amigável   | 23 de fevereiro de 2015 | Yılmaz Vural              | 24 de fevereiro de 2015 |
| Kasımpaşa      | Shota Arveladze     | Pediu demissão      | 13 de março de 2015     | Jan Wouters (interino)    | 24 de março de 2015     |
| Erciyesspor    | Mehmet Özdilek      | Pediu demissão      | 24 de março de 2015     | Fatih Tekke               | 29 de março de 2015     |
| Kasımpaşa      | Jan Wouters         | Fim da interinidade | 14 de abril de 2015     | Önder Özen                | 14 de abril de 2015     |
| Balıkesirspor  | Kemal Özdeş         | Pediu demissão      | 26 de abril de 2015     | Cihat Arslan              | 27 de abril de 2015     |
| Gençlerbirliği | Mesut Bakkal        | Pediu demissão      | 23 de maio de 2015      | Mustafa Kaplan (interino) | 23 de maio de 2015      |

## Classificação Geral
Atualizado em 30 de maio de 2015
| Campeão Turco 2014–15    |
| ------------------------ |
| Galatasaray (20º título) |

## Resultados
| Mandante \ Visitante | AKH | BAL | BAŞ | BJK | BUR | ÇYR | ESK | FNB | GAL | GAZ | GEN | KRB | KAS | KER | KON | MİY | SİV | TRA |
| -------------------- | --- | --- | --- | --- | --- | --- | --- | --- | --- | --- | --- | --- | --- | --- | --- | --- | --- | --- |
| Akhisarspor          | —   | 2–2 | 0–2 | 1–1 | 0–1 | 0–4 | 2–2 | 2–0 | 0–2 | 3–0 | 1–1 | 5–1 | 2–0 | 1–0 | 0–0 | 1–1 | 2–2 | 1–1 |
| Balıkesirspor        | 1–2 | —   | 1–2 | 0–1 | 0–5 | 2–2 | 4–1 | 0–1 | 2–0 | 1–1 | 0–1 | 4–2 | 5–3 | 1–1 | 0–1 | 1–3 | 1–3 | 2–2 |
| Başakşehir           | 4–0 | 1–0 | —   | 1–2 | 0–0 | 3–1 | 1–1 | 2–2 | 4–0 | 1–0 | 3–1 | 2–2 | 1–1 | 3–1 | 0–0 | 2–2 | 2–1 | 1–1 |
| Beşiktaş             | 3–1 | 2–2 | 0–0 | —   | 3–2 | 1–1 | 1–1 | 0–2 | 0–2 | 1–1 | 2–1 | 2–1 | 2–0 | 5–1 | 0–1 | 2–1 | 3–2 | 3–0 |
| Bursaspor            | 3–1 | 4–2 | 4–1 | 0–1 | —   | 1–1 | 2–2 | 1–1 | 0–2 | 2–0 | 3–1 | 7–1 | 5–1 | 3–0 | 0–0 | 2–1 | 3–0 | 3–3 |
| Rizespor             | 3–1 | 2–2 | 0–2 | 1–2 | 0–1 | —   | 3–0 | 1–5 | 1–1 | 0–1 | 1–1 | 0–3 | 1–3 | 1–1 | 1–1 | 0–4 | 2–1 | 0–2 |
| Eskişehirspor        | 1–3 | 2–2 | 0–1 | 1–0 | 0–0 | 1–2 | —   | 1–1 | 1–2 | 1–3 | 0–2 | 1–1 | 4–1 | 2–1 | 2–1 | 2–0 | 1–3 | 2–0 |
| Fenerbahçe           | 1–2 | 4–3 | 2–0 | 1–0 | 1–0 | 2–1 | 2–2 | —   | 1–0 | 1–0 | 2–1 | 3–2 | 2–0 | 1–1 | 2–1 | 1–0 | 4–1 | 0–0 |
| Galatasaray          | 2–1 | 3–1 | 2–2 | 2–0 | 2–2 | 2–0 | 0–0 | 2–1 | —   | 1–0 | 1–0 | 4–2 | 2–1 | 3–1 | 1–0 | 3–2 | 2–1 | 0–3 |
| Gaziantepspor        | 1–0 | 1–0 | 0–0 | 0–1 | 1–2 | 1–2 | 3–2 | 0–5 | 0–1 | —   | 0–3 | 1–0 | 0–2 | 2–2 | 1–1 | 1–0 | 1–3 | 2–0 |
| Gençlebirligi        | 0–0 | 3–1 | 1–0 | 0–2 | 1–2 | 0–2 | 1–2 | 2–1 | 1–1 | 2–0 | —   | 2–2 | 5–2 | 0–0 | 5–0 | 1–2 | 0–0 | 1–1 |
| Karabükspor          | 2–1 | 0–1 | 0–0 | 1–2 | 3–2 | 2–0 | 2–2 | 1–2 | 1–2 | 0–0 | 2–1 | —   | 0–0 | 1–2 | 0–1 | 0–2 | 2–1 | 3–0 |
| Kasımpaşa            | 2–2 | 2–3 | 0–1 | 1–5 | 5–3 | 3–1 | 1–0 | 0–3 | 2–3 | 4–2 | 2–2 | 2–1 | —   | 3–3 | 2–0 | 2–2 | 0–0 | 1–1 |
| Erciyesspor          | 1–2 | 4–0 | 0–1 | 3–2 | 1–1 | 0–3 | 0–1 | 0–1 | 1–2 | 0–1 | 2–4 | 4–3 | 2–5 | —   | 3–0 | 2–2 | 2–3 | 0–0 |
| Konyaspor            | 2–1 | 2–0 | 0–0 | 1–2 | 2–3 | 1–1 | 1–0 | 1–1 | 0–5 | 2–0 | 1–0 | 1–0 | 2–1 | 1–1 | —   | 2–0 | 0–1 | 1–0 |
| Mersin İ.Y.          | 1–1 | 2–1 | 2–2 | 0–1 | 2–1 | 2–0 | 4–2 | 0–1 | 0–1 | 0–1 | 1–1 | 2–1 | 6–2 | 1–1 | 3–1 | —   | 2–0 | 1–5 |
| Sivasspor            | 2–0 | 1–1 | 0–2 | 0–1 | 4–1 | 0–1 | 1–1 | 2–3 | 2–3 | 1–2 | 1–0 | 2–0 | 1–1 | 1–1 | 0–0 | 1–2 | —   | 1–1 |
| Trabzonspor          | 2–0 | 3–2 | 3–2 | 0–2 | 1–0 | 3–2 | 1–4 | 0–0 | 2–1 | 4–4 | 4–1 | 3–2 | 1–1 | 2–1 | 3–2 | 3–1 | 3–1 | —   |

## Artilheiros
Atualizado em 30 de maio de 2015
| Pos. | Jogador           | Clube       | Gols |
| ---- | ----------------- | ----------- | ---- |
| 1    | Fernandão         | Bursaspor   | 22   |
| 2    | Demba Ba          | Beşiktaş    | 18   |
| 3    | Óscar Cardozo     | Trabzonspor | 17   |
| 4    | Burak Yılmaz      | Galatasaray | 16   |
| 5    | Moussa Sow        | Fenerbahçe  | 14   |
| 6    | Óscar Scarione    | Kasımpaşa   | 13   |
| 6    | Aatif Chahechouhe | Sivasspor   | 13   |
| 8    | Theofanis Gekas   | Akhisarspor | 12   |
| 8    | Léonard Kweuke    | Rizespor    | 12   |
| 8    | Volkan Şen        | Bursaspor   | 12   |